# خوان مورنو (بازیکن فوتبال)
خوان مورنو (انگلیسی: Juan Moreno؛ زادهٔ ۱۱ مهٔ ۱۹۹۷) بازیکن فوتبال اهل اسپانیا است.
از باشگاه‌هایی که در آن بازی کرده‌است می‌توان به باشگاه فوتبال اتلتیکو مادرید اشاره کرد.